# Erhard Koppler
Erhard Koppler (* 21. November 1939 in Linz) ist ein ehemaliger österreichischer Gewerkschaftsfunktionär, Politiker (SPÖ) und Hüttenarbeiter. Er war von 1990 bis 1999 Abgeordneter zum Nationalrat.

## Ausbildung und Beruf
Koppler besuchte zwischen 1946 und 1950 die Volksschule und im Anschluss bis 1954 die Hauptschule. Danach erlernte er bis 1958 den Beruf eines Elektrikers und besuchte zudem die Landwirtschaftsschule. Nachdem Koppler in der Folge von 1958 bis 1959 den Präsenzdienst abgeleistet hatte, trat er 1959 in die VÖEST ein und arbeitete im Warmwalzwerk. Er engagierte sich ab 1969 als Mitglied des Arbeiterbetriebsrates und wurde 1987 zum Vorsitzenden des Zentralbetriebsrates gewählt. Koppler war zudem ab 1987 Vorsitzender der ARGE der Betriebsräte im ÖIAG-Konzern und ab 1996 Vorsitzender des Europäischen Betriebsrates der VOEST-ALPINE STAHL AG. Im Jahr 2000 zog sich Koppler in den Ruhestand zurück.

## Politik
Neben seiner gewerkschaftlichen Tätigkeit war Koppler bereits ab 1974 als Kammerrat der Arbeiterkammer Oberösterreich aktiv und hatte zwischen 1982 und 1990 die Funktion des Vizepräsidenten der Arbeiterkammer Oberösterreich inne. Er wurde zudem 1983 zum Mitglied des Bezirksparteivorstandes der SPÖ Linz-Stadt gewählt und war ab 1987 Mitglied des Landesparteivorstandes der SPÖ Oberösterreich. In der Gewerkschaft hatte er ab 1988 das Amt des Vorsitzenden der Gewerkschaft Metall-Bergbau-Energie Oberösterreich und des Vorsitzender-Stellvertreters der Gewerkschaft Metall-Bergbau-Energie Österreich inne und gehörte bereits seit 1985 zudem dem Bundesvorstand des ÖGB an. Des Weiteren wurde er 1989 zum Vorsitzenden-Stellvertreter des ÖGB der Landesexekutive Oberösterreich gewählt. Im Nationalrat vertrat Koppler die SPÖ vom 22. Juni 1990 bis zum 28. Oktober 1999.

## Auszeichnungen
- 1999: Großes Silbernes Ehrenzeichen für Verdienste um die Republik Österreich[2]